# Josef Bouška (fotbalista)
Josef Bouška (* 25. srpna 1945, Trnava) je bývalý český fotbalista, záložník a trenér. Jeho bratrem je bývalý fotbalista Svatopluk Bouška. V roce 1969 nahrál s orchestrem V. Zahradníka a dívčím sborem singl s písněmi Půjdu trávou a Big Ben a mnoho let po té byl přezdíván jako "Zpívající fotbalista".

## Fotbalová kariéra
Hrál za Spartu Praha, Zbrojovku Brno a Slavii Praha. Hrál za Československo za olympijských hrách v Mexiku v roce 1968. V československé lize nastoupil ve 111 utkáních a dal 19 gólů. Zasáhl do 5 zápasů v evropských pohárech, jedenkrát v Pohár vítězů pohárů (1974/75 za Slaviu Praha) a čtyřikrát ve Veletržním poháru (1966/67: 2 / 0 za Spartak ZJŠ Brno, 1969/70: 2 / 0 za Spartu Praha).

## Ligová bilance
| Ročník                                   | Zápasy | Góly | Klub                |
| ---------------------------------------- | ------ | ---- | ------------------- |
| 1. československá fotbalová liga 1963/64 | 2      | 0    | Sparta Praha        |
| 1. československá fotbalová liga 1965/66 | 8      | 1    | Sparta Praha        |
| 1. československá fotbalová liga 1966/67 | 24     | 6    | TJ Spartak Brno ZJŠ |
| 1. československá fotbalová liga 1967/68 | 3      | 0    | Sparta Praha        |
| 1. československá fotbalová liga 1968/69 | 17     | 8    | Sparta Praha        |
| 1. československá fotbalová liga 1969/70 | 10     | 1    | Sparta Praha        |
| 1. československá fotbalová liga 1972/73 | 20     | 3    | Slavia Praha        |
| 1. československá fotbalová liga 1973/74 | 17     | 0    | Slavia Praha        |
| 1. československá fotbalová liga 1974/75 | 10     | 0    | Slavia Praha        |
| CELKEM                                   | 111    | 19   |                     |

## Trenérská kariéra
V roce 1980 působil ve Slavii Praha jako asistent Bohumila Musila, o rok později v roli hlavního trenéra. Dále trénoval ve Zbrojovce Brno (na jaře 1983 jako asistent trenéra v 1. lize, na podzim téhož roku jako hlavní trenér ve 2. lize). V polovině osmdesátých let působil šest let jako trenér v Kostarice.